# 团结 (俄罗斯)
团结（羅馬化：Yedinstvo）是俄罗斯曾经存在的一个保守主义政党，组建于1999年9月，注册于1999年10月15日。该党于2001年并入统一俄罗斯党。